# Valerie Thomas

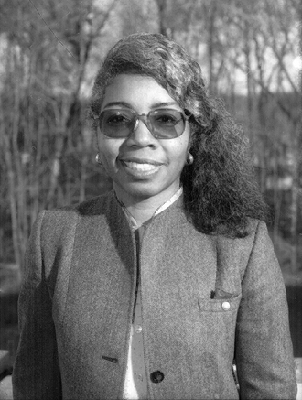
Valerie Thomas, 1995

Valerie L. Thomas (* 8. Februar 1943 in Maryland, USA) ist eine amerikanische Physikerin und Erfinderin. Sie erfand den Illusion transmitter, für den sie 1980 ein Patent erhielt.

## Leben und Werk
Thomas besuchte eine Mädchenschule und studierte dann als eine von zwei Frauen mit Schwerpunkt Physik an der Morgan State University. 1964 schloss sie ihr Studium mit höchster Auszeichnung mit einem Abschluss in Physik ab. Anschließend arbeitete sie als Mathematikerin und Datenanalystin für die NASA. Von 1964 bis 1970 entwickelte sie Echtzeit-Computerdatensysteme zur Unterstützung von Kontrollzentren für den Satellitenbetrieb und von 1970 bis 1981 beaufsichtigte sie die Erstellung des Landsat-Programms, wo sie die Entwicklung der Bildverarbeitungssysteme leitete. Sie wurde eine internationale Expertin für Landsat-Datenprodukte und ihre Teilnahme an diesem Programm erweiterte die Arbeiten anderer NASA-Wissenschaftler, um die Erde vom Weltraum aus visualisieren zu können. Sie arbeitete im Goddard Space Flight Center der NASA, leitete die Entwicklung früher Landsat-Bildverarbeitungssoftwaresysteme und wurde Resident Expertin für Computerkompatible Tapes (CCTs), also Magnetbänder, mit denen Landsat-Bilder gespeichert wurden.

## Tätigkeit im Large Area Crop Inventory Experiment
1974 leitete Thomas ein Team von ungefähr 50 Mitarbeitern für das LACIE (Large Area Crop Inventory Experiment), ein gemeinsames Projekt mit dem Lyndon B. Johnson Space Center der NASA, der National Oceanic and Atmospheric Administration (NOAA) und dem US-Landwirtschaftsministerium. Das großflächige Pflanzeninventar-Experiment zeigte zum ersten Mal, dass eine globale Pflanzenüberwachung mit Landsat-Satellitenbildern durchgeführt werden konnte, und demonstrierte, dass die Weltraumtechnologie eine automatische, weltweite Vorhersage des Weizenertrags ermöglichte.
Von 1975 bis 1976 war sie als stellvertretende Programmmanagerin für das Landsat-Programm tätig.

## Illusion transmitter
Thomas begann 1976 mit flachen und konkaven Spiegeln zu experimentieren, um die Beziehung zwischen einem Objekt und seinem reellen Bild relativ zu den Positionen von Konkavspiegeln zu beobachten. Sie dachte, wenn es möglich wäre, diese Art von im Raum schwebenden Bildern zu übertragen, könnten in Zukunft große Verbesserungen bei Video und sogar im Fernsehen erzielt werden.
Sie erstellte ein Experiment, bei dem sie die Auswirkung der Position eines konkaven Spiegels auf das reflektierte reelle Objekt beobachtete. Mit dieser Technologie erfand sie den Illusion transmitter. Thomas meldete am 28. Dezember 1978 ein Patent für ihr Verfahren an und am 21. Oktober 1980 erhielt sie das Patent für den Illusion transmitter.
Der Aufzeichnungs- und Rekonstruktionsprozess des Illusion transmitters weist Ähnlichkeiten zur Holografie auf. Allerdings verwendet man in der Holografie kohärentes Licht, so dass ein echtes dreidimensionales Bild des Gegenstands rekonstruiert wird.

## Weitere Tätigkeiten bei der NASA
1985 war sie die Leiterin der NSSDC Computer Facility, die für eine umfassende Konsolidierung und Neukonfiguration von zwei zuvor unabhängigen Computereinrichtungen verantwortlich war und diese mit neuer Technologie versorgte. Anschließend war sie von 1986 bis 1990 als Projektmanagerin für das Space Physics Analysis Network (SPAN) tätig, während SPAN einer umfassenden Neukonfiguration unterzogen wurde und sich von einem wissenschaftlichen Netzwerk mit etwa 100 Computerknoten zu einem Netzwerk entwickelte, das weltweit etwa 2.700 Computerknoten direkt miteinander verband. 1990 wurde SPAN ein wichtiger Bestandteil des wissenschaftlichen Netzwerks der NASA und des heutigen Internets. Thomas war auch an Projekten im Zusammenhang mit dem Halleyscher Komet, Ozonforschung, Satellitentechnologie und am Voyager-Programm beteiligt.
Von 1989 bis 1995 schrieb sie über Karrieremöglichkeiten für Frauen und Afroamerikaner und promovierte.
Ende August 1995 zog sie sich aus der NASA zurück. Sie war zu diesem Zeitpunkt stellvertretende Leiterin des Space Science Data Operations Office der NASA, Leiterin der NASA-Funktion zur Reaktion auf Vorfälle mit automatisierten Systemen und Vorsitzende des Ausbildungsausschusses des Space Science Data Operations Office.
Nach ihrer Pensionierung war sie Associate am UMBC Center for Multicore Hybrid Productivity Research und betreute weiterhin Jugendliche für die Science Mathematics Aerospace Research and Technology, Inc. und die National Technical Association.
Für ihre Leistungen erhielt Thomas zahlreiche Auszeichnungen, darunter den Goddard Space Flight Center Award of Merit und die Gleichstellungsmedaille der NASA.